# Violette zinkviooltje
Violette zinkviooltje (Viola guestphalica) is een uiterst zeldzame soort uit de viooltjesfamilie (Violaceae). De botanische naam is afkomstig van de standplaats in het Duitse Westfalen. De soort werd voor het eerst in de literatuur vermeld door Duits botanicus Alexander Braun in 1854.

## Determinatie
Violette zinkviooltje is 10–15 cm hoog en bloeit van mei tot oktober met gelijkmatig blauwviolette bloemen. Naar het hart van de bloem loopt over de kroonbladeren een donkere, streepvormig adering.

## Syntaxonomie
In de syntaxonomie staat violette zinkviooltje te boek als exclusieve kensoort voor de zinkflora-associatie (Violetum guestphalicae).

## Verspreiding
Violette zinkviooltje kent een zeer klein verspreidingsgebied. Ze is endemisch voor het grensgebied van de districten Paderborn, Höxter en Hochsauerland. Het gebied is 71 ha groot. Een hoofdbeschermingsdoel van het gebied is naast het reguliere onderhoud van het zwaarmetaalgrasland het herstel van het zwaarmetaalgrasland op de daarvoor geschikte plaatsen.

## Systematiek
Tot 1986 werd violette zinkviooltje opgevat als ondersoort of variëteit van zinkviooltje (Viola calaminaria). Chromosoomonderzoek liet zien dat de beide planten niet direct aan elkaar verwant waren en daarom kreeg violette zinkviooltje de rang van soort.

## Literatuur

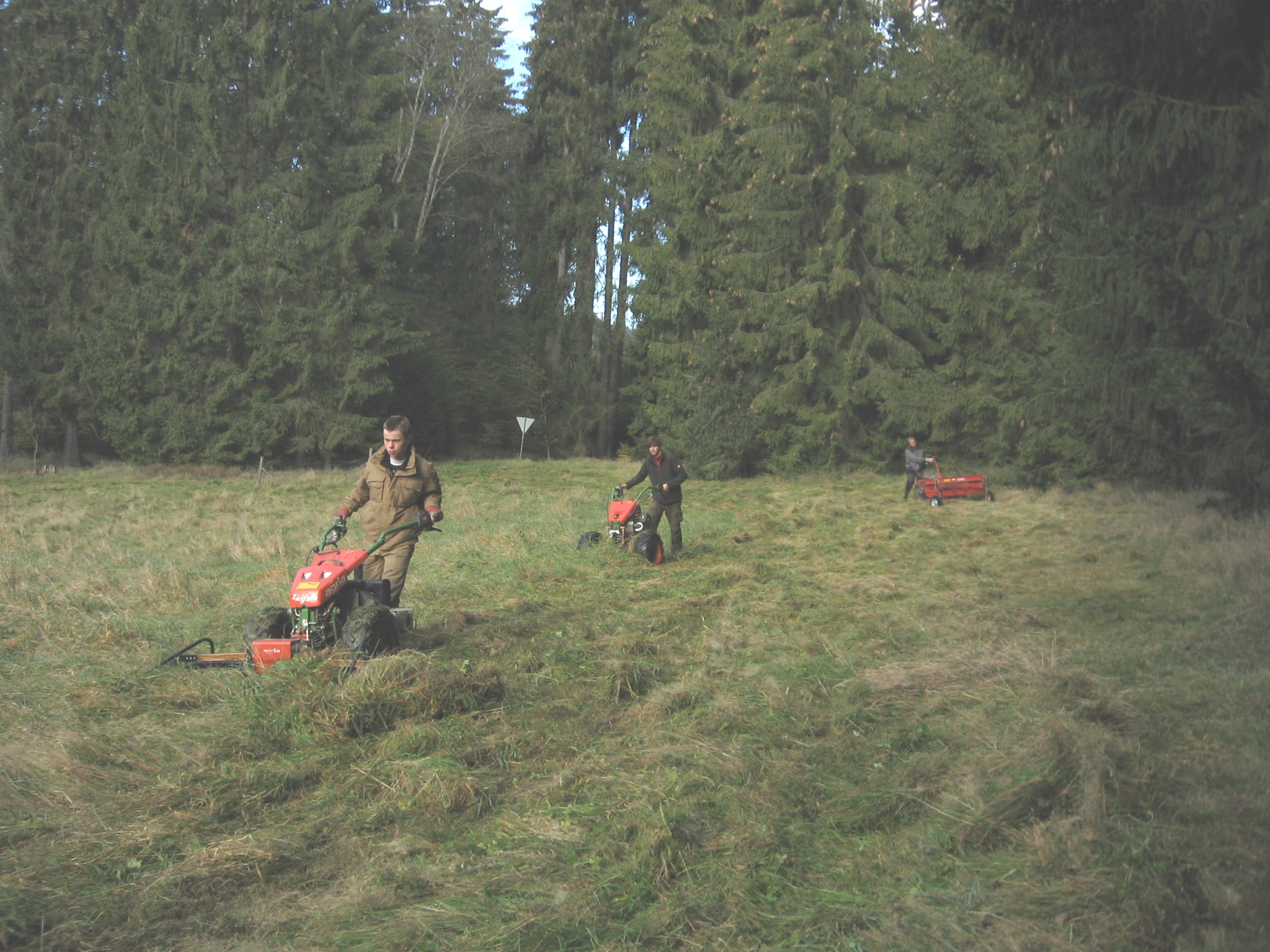
Het maaien van zwaarmetaalgrasland in het natuurbeschermingsgebied Wäschebach / Tieberg in Duitsland